# Pneumatisk cylinder

3D-renderad animation av en pneumatisk cylinder (CAD)

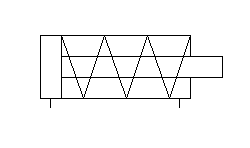
Ritningssymbol för pneumatisk cylinder med fjädrande återgång

En pneumatisk cylinder är en arbetande komponent i ett pneumatiskt system. Den omvandlar gastryck till mekaniskt arbete.
En pneumatisk cylinder består av cylinderrör, kolv med kolvstång samt två cylindergavlar.
Den kraft en pneumatisk cylinder kan utveckla beror av kolvarean och gasens tryck.
F = A * P

## Användning
Pneumatiska cylindrar används inom industrin för olika slag av manövrering av t.ex. rörliga grindar, ventiler, spakar eller pressar. De förekommer i olika utförande, både enkel- eller dubbelverkande. De drivs med komprimerad luft och kan ge kraft, beroende på luftens tryck, från bråkdelar av enstaka Newton tillmånga Meganewton.